# Simeon Bekbulàtovitx
Simeon Bekbulàtovitx, en rus Симеон Бекбулатович, inicialment Sain Bulat, Саин-Булат (? † 5 de gener de 1616) fou kan Tàrtar de Kassímov, successor de Shah Ali, mort sense descendència el 1567, que fou nomenat per Ivan IV de Rússia com a Gran Príncep de Moscou des de 1575 fins a 1576.
Esmentat per primer el 1561 a la crònica de Nikon, coma Sain Bulat, era nebot de la princesa Kochenei, que es va casar amb Ivan el Terrible (Ivan IV). Com a khn s'esmenta el 1570 pèr l'ambaixador rus a Constantinoble Ivan Novosiltsev; en el mateix escrit s'esmenta al tsarevitx (príncep hereu) Kaibula, governant a Yurief, el príncep Ibak a Rusrojek i els prínceps nogais a Romànov, i ell mateix a Kasimov. Sain Bulat és esmentat com a fill de Bekbulat, que vivia a Rússia des de 1562 i el qual era fill al seu torn de Boghatyr o Bahadur Sultan, un dels nombrosos fills d'Ahmad Khan (Horda d'Or) i, per tant, els pares de Sain Bulat i de Shah Ali eren cosins germans.
El 1571-1572 va participar en la campanya contra Nóvgorod i a l'any següent contra Suècia. A finals del 1573 va esdevenir cristià i va agafar el nom de Simeon Bekbulàtovitx el que implicava la seva abdicació al tron de Kasimov. No se sap quan fou nomenat el seu successor Mustafa Ali Khan, però fou abans de 1577.
L'any 1574, durant el període de la Opríchnina, Ivan el Terrible deixa Moscou després d'executar a nombrosos boiars i es retira en el seu palau de Aleksandrov. Durant aquest temps va nomenar Simeon Bekbulàtovitx com Sobirà de Totes les Rússies vers setembre o octubre de 1575, conservant per a si mateix el títol d'Ivan de Moscou. Les causes d'aquest nomenament no es coneixen amb seguretat. Va governar un any al Kremlim i en aquest temps es va casar amb Anastasia Mstislavskaya, rebesneta d'Ivan III (fill del boiar Feodor Mitislavitx) i va participar en la guerra de Livonia com a comandant del regiment principal (bolshoi polk) de l'exèrcit de Moscòvia. Ivan el Terrible va reprendre el seu títol el 1576 i va nomenar Simeon Senyor de Tver i Toržok, donant-li com a esposa a una cosina seva. Durant el seu període de govern va participar en la Guerra de Livònia. El 1585 el tsar Fedor Ivanovitx el va privar del títol de gran príncep de Tver i Torzhok i el va confinar a les seves terres a Kushalov.
In 1595, Simeon fou cegat es diu que perquè es va queixar del vi espanyol que Boris Godunov li havia enviat pel seu aniversari. Quan Boris fou elegit tsar el 1598, va reclamar el jurament de lleialtat als cortesans i els va prohibir reconèixer Simeon com a tsar o tenir-hi correspondència. Demetri I el Fals va fer tonsurar a Simeon amb encara més motius per protegir el seu tron, l'empresona al Monestir de Kirill-Belozerskij, agafant el nom monàstic d'Esteve (3 d'abril de 1606). Quan Basili Shuiskii fou elegit tsar va fer traslladar a Simeon al monestor de Solovki el 29 de maig de 1606.
El 1612 com a resultat d'un decret del príncep D. M. Pozharskii i amb l'acord de tot el país (zemskii sobor), Esteve fou retornat al monestir de Kirilo-Belozersk. Sota el tsar Mikhail Fedorovitx va tornar a Moscou i va residir al monestir de Simonv fins a la seva mort el 1616. Fou enterrat al monestir Simonov prop de la seva dona que havia mort el 7 de juny de 1607, després d'haver estat enclaustrada com a monja Alexandra.